# Shadi Bek
Shadi Bek o Shadi Beg (... – 1407) è stato un condottiero mongolo, Khan dell'Orda d'Oro dal 1399 al 1407.

## Biografia
Lontano discendente di Gengis Khan, era figlio del khan dell'Orda Bianca Timur Malik, che combatté contro Toktamish. Dopo la morte del fratello Timur Kutlug nel 1399 o 1400, Shadi fu incoronato khan dell'Orda d'Oro con l'aiuto del valoroso condottiero Edigu. Quello stesso anno Edigu si recò in Siberia per affrontare Toktamish e vendicare la morte di Timur Malik. Durante il periodo d'assenza dell'alleato, Shadi tentò di consolidare il proprio potere all'interno delle gerarchie dell'Orda e assunse il controllo della parte occidentale del khanato, mentre lo zio Koirijak prese comando di quella orientale. Al ritorno di Edigu, tuttavia, il condottiero venne a sapere del tentativo di ascesa di Shadi e lo detronizzò a favore di Pulad Khan. Shadi cercò rifugio indirizzandosi verso il Gran Caucaso e quindi probabilmente a Derbent, prima della sua morte.